# شوهي شوكا
شوهي شوكا ( 6 مارس 1909-25 ديسمبر 1988) كان روائيًا يابانيًا وناقدًا أدبيًا ومحاضرًا ومترجمًا للأدب الفرنسي الذي كان نشطًا خلال فترة شووا في اليابان. ينتمي شوكا إلى مجموعة من الكتاب بعد الحرب الذين تظهر تجاربهم للحرب العالمية الثانية في الداخل والخارج في أعمالهم. على مدى حياته، ساهم في القصص القصيرة والمقالات النقدية لكل مجلة أدبية تقريبًا في اليابان.

## النشأة
وُلد شوكا في دار ماجومي في طوكيو (الآن جزء من شينجوكو، طوكيو) لأبوين من محافظة واكاياما. كان والده سمسارًا للأوراق المالية وكانت والدته غيشا. نشأ لدراسة الأدب من الطفولة المبكرة، أتقن الفرنسية أثناء وجوده في المدرسة الثانوية. استأجر والديه أيضًا الناقد الأدبي الشهير كوباياشي هايدو ليكون مدرسًا له. بموجب تعليمات كوباياشي، تعرّف على الشاعر ناكاهارا تشويا، والناقد كاواكامي تيتسوتارو، وغيرهم ممن أصبحوا شخصيات أدبية معروفة. التحق بكلية الآداب بجامعة كيوتو إمبريال في أبريل 1929، وتخرج منها في مارس 1932.
بعد التخرج، أصبح صحفيًا في Kokumin Shimbun، وهي صحيفة موالية للحكومة، لكنه استقال بعد عام واحد لتكريس نفسه لدراسة وترجمة أعمال ستيندال وغيره من الكتاب الأوروبيين إلى اليابانية. في عام 1938 لإعالة نفسه، وجد وظيفة كمترجم في شركة اير ليكويد تيكوكو سانسو، وهي شركة صناعية فرنسية يابانية مقرها في كوبي. في يونيو 1943 ترك عمله، وفي نوفمبر من نفس العام حصل على منصب في شركة كاواساكي للصناعات الثقيلة.
ومع ذلك في عام 1944، تم تجنيده في الجيش الإمبراطوري الياباني، وتم منحه ثلاثة أشهر فقط من التدريب الأولي وإرساله إلى خط الجبهة في جزيرة ميندورو في الفلبين، حيث عمل كفني اتصالات في كتيبته حتى تم توجيه كتيبته والعديد من الرجال الذين قُتلوا. في يناير 1945، تم القبض عليه من قبل القوات الأمريكية وإرساله إلى معسكر أسرى الحرب في جزيرة ليتي. كان البقاء على قيد الحياة مؤلمًا للغاية بالنسبة لشوكا، الذي كان منزعجًا لأنه في منتصف العمر وبسبب طريقة تفكيره وشعوره بأنه جندي غير كفء، ومع ذلك نجا عندما لم ينج الكثيرون، وعاد إلى اليابان في نهاية العام وعاش في أكاشي، هيوغو.

## مهنته الأدبية
بدأ شوكا مسيرته المهنية ككاتب بعد نهاية الحرب وعودته إلى الوطن. وبناءً على توصية من معلمه الفرنسي في طفولته كوباياشي هيديو، نشر قصة قصيرة عن سيرته الذاتية عن تجاربه كأسير حرب بعنوان "مأخوذ: قصة أسير ياباني" 1948، في ثلاثة أجزاء منفصلة بين عامي 1948 و1951. نشرها، إلى جانب الفوز بجائزة يوكوميتسو ريتشي في عام 1949، شجعه على تولي الكتابة كمهنة.
عمله التالي موساشينو فوجين، (武 蔵 野 夫人، "زوجة في موساشينو"، 1950) هو رواية نفسية على غرار أعمال ستيندال.
كما حظيت روايته الأكثر شهرة، نوبي (野火، حرائق في السهل، 1951) بترحيب جيد من قبل النقاد، وفازت بجائزة يوميوري المرموقة في عام 1951. وتعتبر واحدة من أهم روايات فترة ما بعد الحرب واستندت بشكل فضفاض إلى روايته. تجاربهم الخاصة في زمن الحرب في الفلبين، يستكشف نوبي معنى الوجود البشري من خلال الكفاح من أجل بقاء الرجال الذين يدفعهم الجوع إلى أكل لحوم البشر. تم تحويله لاحقًا إلى فيلم حائز على جائزة من قبل كون إيتشيكاوا في عام 1959، على الرغم من أن الفيلم يغير بشكل كبير علاقة بطل الرواية بموضوع أكل لحوم البشر والمسيحية.
في عام 1958، غير في إسلوب وموضوع كتابته وأنتج ("ظل الأزهار"، 1958-1959) في عام 1958 الذي يصور نضال مضيفة ساذجة في نادي ليلي وزوالها النهائي بسبب الثروة وقوات الرغبة المدمرة المنحلة في جينزا خلال خمسينيات القرن الماضي، فتغيرت بيئة الإعداد لكن الأحوال المتكررة لم تتغير. كانت شخصياته لا تزال على غير هدى وتكافح من أجل البقاء في بيئة غير مضيافة. وحصل على جائزة المؤلف الجديد الأدبية في عام 1961.
وفي المدة من 1953 حتى 1954 ، كان أستاذًا زائرًا لفولبرايت في جامعة ييل. كما كان محاضرًا في الأدب الفرنسي في جامعة ميجي في طوكيو.
في أواخر الستينيات، أعاد النظر في موضوع حرب المحيط الهادئ وهزيمة اليابان في الفلبين لإنتاج الرواية التاريخية المفصلة، ("سجل معركة ليتي" ، 1971). قام بتجميع كميات هائلة من المعلومات والبحث فيها لمدة ثلاث سنوات من أجل إنتاجها. كما هو الحال مع كل كتاباته، فإنه ينظر إلى الحرب بشكل نقدي من منظور شخص، على الرغم من التحفظات الأخلاقية، فقد أُجبر على الخدمة. حازت الرواية على جائزة ماينيتشي للفنون.
تمت دعوته ليصبح عضوًا في أكاديمية الفنون اليابانية في نوفمبر 1971 لكنه رفض الانضمام جزئيًا، كما قال بسبب تجربته السابقة كجندي وأسير حرب.
إلى جانب الترجمات والأدب، كرس نفسه أيضًا لكتابة السير الذاتية النقدية لتوميناغا تارو ونكاهارا تشيا اللذان فازا بجائزة نوما الأدبية في عام 1974. حصل على جائزة أساهي المرموقة في يناير 1976 وكتاب الغموض في اليابان جائزة مارس 1978.
توفي عام 1988 عن عمر يناهز 79 عامًا. قبره في مقبرة تاما في ضواحي طوكيو. حصل بعد وفاته على جائزة يوميوري الثانية في عام 1989 لسيرة ذاتية لناتسومي سوسيكي.
في أكتوبر 1994، ذكر الكاتب الياباني كنزابورو، عندما حصل على جائزة نوبل في الأدب أن شوهي شوكا هو أحد الكتاب اليابانيين الذين "خلقوا الطريق لجائزة نوبل" بالنسبة له.

## مؤلفاته
- شوكا، شوهي. حرائق في السهل. توتل للنشر (2001).
- شوكا، شوهي. مأخوذ: قصة أسير ياباني. وايلي (1996).
- شوكا، شوهي. ظل الأزهار. مطبعة جامعة ميشيغان (1998).
- شوكا، شوهي. زوجة موساشينو. مركز الدراسات اليابانية بجامعة ميشيغان (2004).

## أنظر أيضا
- الأدب الياباني

## روابط خارجية
- شوهي شوكا في كتب J'Lit من اليابان (بالإنجليزية).
- ملخص زوجة في موساشينو (موساشينو فوجين) في JLPP (مشروع نشر الأدب الياباني) (بالإنجليزية).
- ملخص فيلم "مأخوذ: قصة أسير ياباني" في JLPP (مشروع نشر الأدب الياباني) (باللغة الإنجليزية).